# (5774) Ratliff
(5774) Ratliff es un asteroide perteneciente al cinturón de asteroides descubierto el 2 de julio de 1989 por Eleanor F. Helin desde el Observatorio del Monte Palomar, Estados Unidos.

## Designación y nombre
Designado provisionalmente como 1989 NR. Fue nombrado Ratliff en homenaje a Nicholas Paul Ratliff, fue un joven originario de la ciudad estadounidense de Oklahoma City, que siempre estuvo disponible para realizar trabajos para familiares y amigos, generalmente a su propio costo, e incluso si tenía otros planes. Un entusiasta jugador de beisbol, también estaba interesado en la astronomía, desde que le dieron un telescopio a la edad de cinco años.

## Características orbitales
Ratliff está situado a una distancia media del Sol de 2,206 ua, pudiendo alejarse hasta 2,391 ua y acercarse hasta 2,021 ua. Su excentricidad es 0,083 y la inclinación orbital 9,442 grados. Emplea 1197,17 días en completar una órbita alrededor del Sol.

## Características físicas
La magnitud absoluta de Ratliff es 14.